# Букей
Букей (бл. 1742 — 12 травня 1815) — казахський правитель, засновник і хан Букеєвської (або Внутрішньої Киргизької) орди.

## Життєпис
Був сином хана Молодшого жуза Нурали-хана. Претендував на ханський престол, утім, зазнавши невдачі, переселився разом з підпорядкованими йому родами на правий берег Уралу, де створив напівнезалежну державу — так звану Букеєвську (або Внутрішню Киргизьку) орду, що існувала до 1845 року.